# Giuseppa Finocchiaro
Giuseppa Finocchiaro (Catania, 19 dicembre 1970) è una calciatrice italiana.

## Carriera
Nella stagione 2001-2002 giocò con il Gravina Calcio in Serie A.